# Pseudohelcita nervosa
Pseudohelcita nervosa är en insektsart som först beskrevs av Walker 1870.  Pseudohelcita nervosa ingår i släktet Pseudohelcita och familjen Derbidae. Inga underarter finns listade i Catalogue of Life.